# تامار هنکن
تامار هنکن (به انگلیسی: Thamar Henneken) (زادهٔ ۲ اوت ۱۹۷۹) شناگر اهل هلند است.